# Phyllolabis geigeri
Phyllolabis geigeri là một loài ruồi trong họ Limoniidae. Chúng phân bố ở miền Cổ bắc.